# 深愛著你
《深愛著你》是香港歌手陳百強的第八張粤语大碟，是陳百強其中一張選曲最出色的唱片，收錄了一首改編自日語歌、描寫思念著愛人的情歌代表作《深愛著你》，訴說渴望著緣分的陳百強心聲作品《盼望的緣分》、形容情竇初開的《戀愛預告》、講述夜幕下失戀青年與街童故事的《不再問究竟》、星空下寧靜而浪漫的《永恆的愛》、多次用於演唱會的台下握手歌《我和你》、描繪在晚風中思念著舊日戀人的《冷風中》等名曲。此唱片於1985年7月4日由華納推出。

## 製作背景
《深爱着你》改编自日本歌手稻垣潤一发表于1984年的《誰がために》（為了誰）。
林敏驄透露他填《深愛著你》時只用了45分鐘，但卻是他最滿意的其中一首歌詞。
林敏驄後來如此描述《深愛著你》的創作過程：「陳百強我從小就認識，同學嘛。初入樂壇未相認，正如世界上有千千萬萬個同學。後來Paco（黃柏高）叫我寫歌給Danny，一首《深愛著你》就完事，這首歌我睡前寫了半小時，醒來後再很隨意的完成它。」
林敏驄在2017年商台《有誰共鳴》節目中如此描述了《深愛著你》的歌词：
「《深愛著你》令人印象深刻，但歌詞卻很淺白，沒有造作的字句，全都是你認識的字，從心裡面講出來，很平淡，正如Danny不花巧的歌聲，但是可以很永恒。
這首歌有幾句我很喜歡：
『你說過愛在我的身邊，悄悄看我熟睡』，以前年少拍拖的時候，看著你睡覺都覺得很有趣，有如小朋友的愛情。其實寫歌不需要用很深奧的字，你用最生活化、最淺白的字句，將愛和情景描述出來，就可以令人共鳴。
『聽說你在這刻想我，聽說你在記起我』，從朋友的口中聽說你提起過我，這是很動人的。
『時日如飛』，說中了一切，三十多年過去了，時日就像風一樣，抓都抓不住。
『我似呆在這地，任一天天過去，任一生飄過去』，痴痴的等待，一切都飄去後就沒法再追了。
『心中想你』，『紅著淚眼在記起』，『流著淚，自覺得深愛著你』，是情感淚涌的階段，相信每一個聽過的人都會跟著唱。」
陳百強在1988年「可口可樂金曲穿梭」電視節目中透露了灌錄《深愛著你》時的心境：「那時候我正在跟一位混血兒（中澳混血兒Karina）「談心」，那是85年去完美加的巡迴演出後，我還買了一件白色的、很長的風衣。在拍音樂錄影帶的時候我還要求導演用吹風機使勁的吹那件風衣，在意念上我是在想著那一位舊朋友。」
徐日勤在2023年夏妙然博士的《盼望的緣份──陳百強》新書講座會中透露《盼望的緣分》是他的「大考」作品：「其實《盼望的緣分》是我的考試成績單來的，這是我第一首為Danny編曲的歌。這首歌是他作的，我記得那天是半夜三更，他打給我說：「我寫了一首歌，很正的，我想你幫我編曲。」我說：「這行不行啊？你找輝哥（顧嘉煇）比較好吧？」他就說：「你行的，你試試看吧。」我便立刻趁著夜色上到他家裏，他彈給我聽。我寫好後，通過了他的要求，他覺得我合格，從那時候開始他就找我做很多事了，包括監製啊、音樂總監啊，就是從《盼望的緣分》開始的。」
黃柏高後來接受林姍姍訪問時透露陳百強曾在凌晨3-4點打電話給他，因為他覺得《盼望的緣分》這首歌的混音有問題，速度慢了，可是黃柏高複查后卻沒發現有問題。
1984年陳百強為華納新簽約歌手兼港台DJ林姍姍寫出《戀愛預告》一曲。陳百強後來在「陳百強88存真演唱會」中透露當初原本是要自己唱《戀愛預告》的，但後來覺得這首歌很適合由一位小女孩來演繹，所以便交給了林姍姍唱。
陳百強在1984年港台鄧藹霖的「把歌談心」節目中透露了一些《戀愛預告》的“交歌”故事：「有時候你作了一些音出來，倘若你找到一位正確的編曲者，就能賦予那首歌靈魂。倘若那個編曲者不適合你的風格，可能會將那首歌的意境都轉成了另一樣東西。就像這次我作《戀愛預告》給姍姍，我沒有譜，我只是錄了一個cassette給她，我怕我彈的音彈得不好，隨後她交給編曲者的時候會說不清楚，於是我在電話裏跟姍姍說，這個chord跟著要去哪裏，接著bass要在哪裏，最起碼把這些基本的東西說了，這樣她（和編曲者）才能拿捏到這首歌的味道。姍姍雖然歌唱經驗不多，但她唱《戀愛預告》已經是表現得很好，我只是覺得在音樂編排上“清淡”了一些，我也不能怪那位音樂編排者或混音師，因為當時我沒時間，不在場，沒直接跟他們說過，所以他們未必能100%抓到我想要的意思。」
正職為老師的鄭國江曾透露當時他的校長收到了一位日本朋友送的粉紅色黃金車厘子，給了他一半，他望著那車厘子（櫻桃），感覺很甜蜜，所以他為《戀愛預告》填詞時才有了「人如熟了櫻桃」這句歌詞，鄭國江曾為此曲寫了四個版本的歌詞。
林姍姍在2008年的商台「永恒的愛陳百強」紀念特輯中透露了一些《戀愛預告》的故事：「有一天，電影公司說需要一首主題曲，而那主題曲是李麗珍一個love scene里面的，當時我又正在做唱片，Paco（黃柏高）有一天跟我說『如果Danny肯為你作首歌，那便真好了。』我心想，聽過了便算，以為是閑聊而已。終於有一天，Paco和吳正元分別恭喜我說『行了，陳百強愿意為你作一首歌。』那一刻我便跟自己說『我做過什麼，為何上天會對我那麼好？』然後鄭國江老師便拿著這首曲子去看那部戲的片段而寫了《戀愛預告》，再然後我們便開始錄音，是蔡國權為我監制的，我記得當時我剛認識我的前夫，剛好便是戀愛預告了，所以有很好的feel，這首歌那時我真的是一take過的，只是修正過一個字，就是『戀愛預告』了。當然那時我腦海裡除了想著剛剛開始拍拖的那名男生外，還會想到幫我作曲的陳百強。」
林姍姍的《戀愛預告》是電影《開心鬼》插曲，此曲由陳光榮編曲，蔡國權監製（因當時林姍姍及蔡國權的經理人都是Lal Dayaram），收錄於1984年《林姍姍（心事難明）》專輯，獲得港台「中文歌曲龍虎榜」1984年第34周冠軍。
電影《開心鬼》導演高志森曾透露原本此電影已有一首插曲，就是陳慧嫻的《玻璃窗的愛》，後來他覺得還是換用女主角之一林姍姍所唱的《戀愛預告》比較合適。
新藝城電影《開心鬼》于1984.07.14至08.03上映，監制黃百鳴，導演高志森，編劇黃百鳴、高志森、馬偉豪和彭健兒，配樂林慕德，主演為黃百鳴、羅明珠、李麗珍及林姍姍。此片以低成本拍攝，票房卻高達1700萬港元，當年是一部標誌性小成本賺大錢的作品，並隨後催生了多部續集電影。
在此專輯中陳百強邀請徐日勤將《戀愛預告》的編曲編得更豐富一些並親自演唱。
林慕德在2015年港台「講好音樂」節目中透露了一些《不再問究竟》的創作故事：「那時候我經常待在EMI錄音室，甚至在那睡覺，有一晚錄音室沒人了，我就想著寫一首歌，寫著寫著我自己都覺得很正，有點Pop、有點Classical、又有點Blues的味道。第二天我立即彈給我的拍檔Raymond Chu（朱偉文）聽，他也覺得很正。我沒用到真樂器去做（配樂），我用了電子樂器。它有慢節奏的部分，然後有加速的部分，很有Classical的味道。《不再問究竟》雖然當時沒有非常流行，但是直至今時今日，仍然有很多人喜歡這首歌。剛才你問我心目中最喜歡那一首歌，這首就是了。」
在這張專輯推出前，媒體已知悉陳百強將會離開華納唱片。事實上，各大唱片公司早已開始聯繫陳百強加盟，但唯一顧忌的是陳百強還欠華納兩張唱片合約。
在星馬版《深愛著你》盒帶中，《深愛著你》及《盼望的緣分》的歌曲順序被調換了位置，並在封面中加上了「盼望的緣分」五字。
華納並沒有為此唱片投下合理的宣傳預算，只在少數幾個報刊刊登了廣告。

## 迴響
《深愛著你》的歌詞以極簡的筆觸，勾勒出生活化場景中的愛情點滴。無論是年少時初戀的悸動，還是年長後對舊情的追憶，聽者都能從中尋覓到自己的情感印記。陳百強以真摯而內斂的演繹，將這份深情娓娓道來，鑄就了這首「平淡中見永恆」的經典之作。
《深愛著你》獲得港台「中文歌曲龍虎榜」冠軍，亦入選無線「十大勁歌金曲」1985年第二季季選。
摯友何超瓊在1996年《至愛陳百強紀念影集》一書中透露她最喜歡的陳百強歌曲是《深愛著你》，她如此說：「他所有的作品里面，問我最喜歡那首歌，一定是《深愛著你》，只要聽到，我都會感動得要哭！」
林敏驄在2017年接受「香港01」訪問時被問到多年以來哪一首歌始終是自己最偏心的，林敏驄道：「每個時期也有一些我覺得特別喜歡的作品，但如果由以前直到現在我仍然覺得最喜歡的，沒有爭拗餘地，一定是陳百強的《深愛著你》，這首歌曲沒有時間限制，不論何時聽也會代入到當下的狀況，可能你跟5年前、10年前的遭遇不一樣，但再聽又會有另一番感覺。」
音樂人伍仲衡在2021年港台「音樂說 · 說故事」節目中如此評價《深愛著你》：「我最喜歡的歌是《深愛著你》，我覺得它的前奏一出來就已經贏了，已經能吸引到你的注意力了，以前的歌的前奏是很有辯識度的。還有它的和絃、轉調，為何會這麽好聽？我從中學到了很多東西。」
陳百強在1986年的「勁歌金曲」節目中曾表示當時他最喜歡的歌曲是《盼望的緣分》，他如此解釋：「我最喜歡的歌是我作曲的那首《盼望的緣分》，因為有兩句歌詞我覺得很絕，「自己孤單，還要天天唱著情歌」。而在歌曲的表達上沒有困難，因為這是我發自內心的，最真誠的表現。」
葉倩文在1987年「明報周刊」上透露了她對《盼望的緣分》的欣賞：「他那首《盼望的緣分》我就是喜歡得不得了。朋友常問我究竟懂不懂它的意思？我是不懂的，但每一次都能被它的旋律所吸引和感動。」
許愿在2021年「許愿茶室」微信公眾號中如此評價《盼望的缘分》：「《深愛著你》專輯有一點cult following的原因也許跟這首歌有關係，因為這是這麼多首陳百強和鄭國江的合作里，最赤裸裸地寫出陳百強的人生觀的歌，雖然後面他還有一首《我的故事》，但我相信熟悉陳百強的人會知道這首歌詞才是對於陳百強來說最personal的一首。」
小美（梁美薇）在1985年某報章的「音樂·感覺」專欄中如此描述了她對《盼望的緣分》的欣賞：「細聽（《盼望的緣分》）歌中所描繪的意境，感受到歌詞中的一份迫切的盼望，同時亦蘊含著一份不強求的決絕。很喜歡Danny Chan演繹歌中的這一段：『緣份永遠要避開我，今天我實在愿講和，自己孤單還要天天唱著情歌。』正因為Danny能夠演繹出那份無奈中的妥協，甚至對緣分亦肯講和，實在是一種內心交戰的悲鳴。而Danny亦能成熟細緻地表達曲中所要發揮的感情，很好。」
小美亦在同專欄中如此評價《戀愛預告》：「Danny Chan自己重新演繹《戀愛預告》亦別具一格，將那份淡然之中又帶兩份渴望的愛情呢喃發揮得淋漓盡致。」
《不再問究竟》是一首故事性很強的歌曲，深受眾歌手及樂迷的喜愛。此曲講述一位失戀的年青人，滿懷心事地「獨站夜街中」，雙眼哭得「又紅又腫」。剛巧有一位愛發問的街童經過，他問哥哥是否在哭，青年「只好苦笑十聲」，然後拭去淚水，裝作「風砂吹了入眼睛」。
宣萱在2007年商台「有誰共鳴」節目中透露了她對《不再問究竟》的欣賞：「小時候我就很喜歡很喜歡他的歌和他的外形，他是我的偶像！那時候我很喜歡溜冰，而這首歌當時很流行，溜冰場會播的，每次聽到這首歌，腦海裡就會有那些畫面浮現出來。」
糖妹在2021年的無線電視「勁歌金曲——陳百強經典重溫」節目中透露了她對《不再問究竟》的欣賞：「我準備了一首自己很喜歡的歌，雖然這首歌（《不再問究竟》）是講失戀的，但是林振強先生填的詞是沒有“失戀”兩個字的，它只是在環境中帶出來。」
許愿亦在2021年「許愿茶室」微信公眾號中如此評價《不再問究竟》：「《不再問究竟》把林慕德和林振強再次拉在一起，寫出一首比兩王的情歌更有新意的歌曲，無論在音樂上，或是歌詞上。 林振強再次用很側面的角度地讓我們進去感受故事中主人公的內心世界。這樣的結構比其他情情愛愛的歌詞來得深刻和感動。這樣的夜晚，一個在街頭獨自看星星的怪人，很自然地牽起我們更大的共情和想像力，雖然有一點點《紅紫色紙扇》的影子，但放在Danny身上，我們一點都不介意！ Mahmood林慕德也交足功課，和聲美，旋律更有著想不到的跌宕，更美。整體效果很新，使得這個八十年代大爆發里，單說第一類紅人，以這首歌為慢歌之中最具時代性，在這麼多好歌里面，一枝獨秀！也許小王子不是兩王中的一王，但論“潮”，到這個時候，他可謂是最頂尖的！」
網上有一份流行的音質排行榜名單將《深愛著你》專輯列為香港十大靚聲CD之首。

## 衍伸
1987年，林敏怡為配合「傾城之夜」個人作品音樂會而推出的《自由領域》（寶麗金唱片）純音樂專輯，當中制作收錄了《永恒的愛》純音樂，她曾透露此曲是她最喜歡的一首作品之一。
1987年，譚家明執導、王家衛編劇的德寶電影《最後勝利》採用了《深愛著你》作為主題曲。
1994年，張智霖及新科金像獎影后袁詠儀在新城電台「Hit Radio三周年唯一愛的」群星演唱會上合唱《戀愛預告》，首次公開戀情，引起轟動。
2003年，香港電影《下一站…天后》採用了《戀愛預告》（由鍾達茵翻唱）作為插曲。
2011年，梁漢文推出歌詞靈感源自《不再問究竟》的歌曲《一再問究竟》，後亦入選該年度無線「十大勁歌金曲」。
2021年，無線電視「聲夢傳奇」節目參賽者姚焯菲選唱了《戀愛預告》，唱出甜蜜初戀的感覺，令此曲再次引起熱話。
2023年，前港台DJ，現押花藝術導師及大學講師夏妙然博士邀請了二十位曾與陳百強合作或深受其影響的名人接受訪問，並將內容結集於新書《盼望的緣份──陳百強》。

## 曲目
| 曲序     | 曲目         |          | 作曲         | 编曲            | 备注                                                                                            | 时长  |
| -------- | ------------ | -------- | ------------ | --------------- | ----------------------------------------------------------------------------------------------- | ----- |
| 1.       | 深愛著你     | 林敏驄   | 林哲司       | 徐日勤          | 第一主打 改編自稻垣潤一的《誰がために》（為了誰） 國語版本為趙擎的《一生愛過一次就好》          | 4:18  |
| 2.       | 盼望的緣份   | 鄭國江   | 陳百強       | 徐日勤          | 第二主打                                                                                        | 4:15  |
| 3.       | 戀愛預告     | 鄭國江   | 陳百強       | 徐日勤          | 原曲是陳百強寫給林姍姍的《戀愛預告》                                                            | 3:38  |
| 4.       | 我和你       | 林振強   | 平田謙吾     | Romeo Diaz      | 改編自リフラフ（Riff Raff）樂隊的《哀しみの街角》（悲哀的街角） Romeo Diaz 又名羅迪、戴樂民     | 4:12  |
| 5.       | 永恒的愛     | 鄭國江   | 林敏怡       | 林敏怡          |                                                                                                 | 4:55  |
| 6.       | 傷心人       | 林敏驄   | 林敏怡       | 林敏怡          |                                                                                                 | 3:26  |
| 7.       | 在這孤獨晚上 | 潘源良   | Dan Hartman  | Joey Villanueva | 改編自Dan Hartman的《I Can Dream About You》 同曲異詞有張學友的《甜夢》以及溫兆倫的《愛的一面》 | 3:45  |
| 8.       | 最深刻的記憶 | 林敏驄   | Phil Collins | Joey Villanueva | 改編自Phil Collins的《Against All Odds (Take A Look At Me Now)》                                | 3:25  |
| 9.       | 冷風中       | 林振強   | 玉置浩二     | Joey Villanueva | 改編自安全地帶的《戀の予感》（戀愛預感） 同曲異詞有黎明的《一夜傾情》以及鍾鎮濤的《迷離地帶》   | 4:51  |
| 10.      | 不再問究竟   | 林振強   | 林慕德       | 林慕德          | 在樂迷及樂評人當中評價極高的一曲                                                                | 3:11  |
| 11.      | 如果沒有你   | 鄭國江   | 徐日勤       | 徐日勤          |                                                                                                 | 4:18  |
| 12.      | 永不改變     | 林振強   | 林慕德       | 林慕德          |                                                                                                 | 3:34  |
| 总时长： | 总时长：     | 总时长： | 总时长：     | 总时长：        | 总时长：                                                                                        | 47:48 |

| 同期推出但未收錄於陳百強專輯的歌曲 | 同期推出但未收錄於陳百強專輯的歌曲    | 同期推出但未收錄於陳百強專輯的歌曲 | 同期推出但未收錄於陳百強專輯的歌曲 | 同期推出但未收錄於陳百強專輯的歌曲 | 同期推出但未收錄於陳百強專輯的歌曲 | 同期推出但未收錄於陳百強專輯的歌曲 |
| 曲序                               | 曲目                                  |                                    | 作曲                               | 编曲                               | 备注 | 时长                               |
| ---------------------------------- | ------------------------------------- | ---------------------------------- | ---------------------------------- | ---------------------------------- | --- | ---------------------------------- |
| 1.                                 | 再見Puppy Love（陳百強 · 林姍姍合唱） | 卡龍                               | 林慕德                             | 林慕德                             | 監製：卡龍 錄音: Philip Kwok、David Ling Jr、歐陽燊Gordon O’Yang 混音: David Ling Jr 錄音室: CBS/Sony Studio 邵氏兄弟電影《鬥氣小神仙》插曲（電影於1985年10月7日至15日上映） 收錄于1985年5月《林姍姍（我的星座）》專輯 收錄於2015年1月陳百強《Elegance & Charm 文質翩翩》精選 2007年香港電影《破事兒》「大頭阿慧」故事插曲（鄧麗欣＆鍾欣桐翻唱）。 林慕德透露他寫《再見Puppy Love》和《曾在你懷抱》時，由于林姍姍是新人，只考慮了林姍姍的key，這個key比較低，完全沒考慮陳百強的key，陳百強唱后曾打電話跟他說：「Mahmud，你靠害咩，仲咩整到咁低㗎！」 林慕德在2018年Soooradio 「偏偏喜歡陳百強」節目中透露卡龍找他寫歌時要求要有夏日的感覺。林慕德想起了小時候夏天常在海邊聽到Cliff Richard唱的《The Young Ones》(此曲也是1961年Cliff Richard主演的英國電影《The Young Ones》的主題曲)，並根據此曲找到靈感寫出《再見Puppy Love》。 林姍姍透露她與陳百強是分開錄這首歌的，錄制完成后陳百強曾告訴林姍姍他已經親自為這首歌配上了和音。 | 3:28                               |

## 製作人員
- 監制：陳百強
- 錄音室：CBS/Sony Studio
- 攝影：毛澤西Idris Mootee
- 封面設計：余奉祖Michael Miller Yu[27]

## 派台成績
| 歌曲           | 港台 中文歌曲龍虎榜 |
| -------------- | ------------------- |
| 再見Puppy Love | 1☆                  |
| 深愛着你       | 1▲                  |
| 盼望的缘分     | (6)                 |

☆1985年第12周 (03.25)

▲1985年第29周

## 獎項
- 1985年度十大勁歌金曲頒獎典禮

- 「十大勁歌金曲第二季季選」：《深愛著你》

- 1985年度中文歌曲擂台獎頒獎禮

- 「中文歌曲擂台獎」：《深爱着你》專輯